# Бугне
Бугне (фр. Bouguenais) — коммуна на западе Франции, находится в регионе Пеи-де-ла-Луар, департамент Атлантическая Луара, округ Нант, кантон Резе-1. Расположена в 8 км к юго-западу от Нанта, на левом берегу реки Луара. Через территорию коммуны проходит автомагистраль E3 (N844). На территории коммуны расположен аэропорт Нант-Атлантик.
Население (2017) — 19 331 человек.

## История
Считается, что в галло-римский период на склоне на левом берегу Луары находился город Ратиатум, занимавший  территорию от  нынешнего города Резе до поселка Куэт. В Куэте было найдено несколько древних артефактов, что дало основание предполагать, что в этом месте находилось святилище.
Первые упоминания в источниках о поселении Бугне относятся к IX в. В XII веке в Куэте был основан женский монастырь бенедиктинок, находившийся тогда в отдаленном месте посреди леса. В XV веке, когда дисциплина в монастыре показалась ослабленной, герцог Бретани Франциск II обратился за помощью к своей тетке Франсуазе д’Амбуаз, основавшей в 1468 году монастырь кармелиток в Ване. В 1477 году Франсуаза д’Амбуаз и несколько сестер-кармелиток поселились в Куэте, изгнав оттуда бенедиктинцев. Кармелиты сохранили монастырь до конца XVIII века, и в течение этого времени в монастыре Куэт пребывали женщины высокого социального ранга.
В 1790-1792 годах монастырь был очагом оппозиции реформе духовенства. 3 мая 1791 года, в связи с отказом принять Конституционного епископа Нанта, перед монастырем состоялась первая демонстрация нантских женщин. Вторая демонстрация 3 июня завершается вторжением в монастырь: присутствовавших монахинь выпороли (т.н. история «хлыстов из Куэта»), затем отвезли в Нант и заключили в тюрьму. Вскоре они были освобождены, но покинули монастырь, чтобы поселиться в различных сочувствующих семьях, а сам монастырь был разрушен.
В марте 1793 года, во время массовой мобилизации, коммуна должна была направить в революционную армию 12 солдат. Роялистское большинство населения восстало и присоединилось к роялистской армии Франсуа Шаретта, а республиканцы укрылись в Нанте.
Бугне был удобно расположен для наблюдения за арсеналом республиканцев в Эндре на противоположном берегу Луары. Отсюда вандейцы  совершали нападения на арсенал, имевший стратегически важное значение. Это стало причиной массовых репрессий, предпринятой республиканскими карателями после подавления восстания: в шато Ос было расстреляно 209 жителей коммуны Бугне, что сделало ее одной из самой пострадавших от последствий подавления Вандейского мятежа.
В 1920-х годах Бугне был избран местом строительство аэродрома Нанта. В 2015 году оборонная компания DCNS открыла здесь конструкторское бюро (Technocampus Ocean).

## Достопримечательности
- Церковь Святого Петра в псевдороманском стиле, построенная в XIX веке на месте средневековой церкви
- Часовня Нотр-Дам в Куэте
- Шато Гериньер XVI века
- Шато Шаффо XVIII века
- Шато Бугон

## Экономика
Структура занятости населения:
- сельское хозяйство — 0,3 %
- промышленность — 25,3 %
- строительство — 7,4 %
- торговля, транспорт и сфера услуг — 47,6 %
- государственные и муниципальные службы — 19,4 %

Уровень безработицы (2017 год) — 10,7 % (Франция в целом — 13,4 %, департамент Атлантическая Луара — 11,6 %). 

Среднегодовой доход на 1 человека, евро (2017 год) — 22 100 (Франция в целом — 21 110, департамент Атлантическая Луара — 21 910).

## Демография
Динамика численности населения, чел.

## Администрация
Пост мэра Бугне с 2020 года занимает Сандра Имперьяль (Sandra Impériale). На муниципальных выборах 2020 года возглавляемый ею центристский блок победил во 2-м туре, получив 52,93 % голосов.
| Период | Период | Фамилия          | Партия                                                       | Примечания                                                       |
| ------ | ------ | ---------------- | ------------------------------------------------------------ | ---------------------------------------------------------------- |
| 1971   | 1993   | Франсуа Отен     | Объединённая социалистическая партия Социалистическая партия | депутат Национального собрания Франции, статс-секретарь, сенатор |
| 1993   | 2007   | Франсуаза Вершер | Социалистическая партия Левая партия                         | член Генерального совета департамента                            |
| 2007   | 2017   | Мишель Грессю    | Социалистическая партия                                      | учительница                                                      |
| 2017   | 2020   | Мартин Ле Жён    | Социалистическая партия                                      |                                                                  |
| 2020   |        | Сандра Имперьяль | Разные центристы                                             |                                                                  |